# フイヤン派

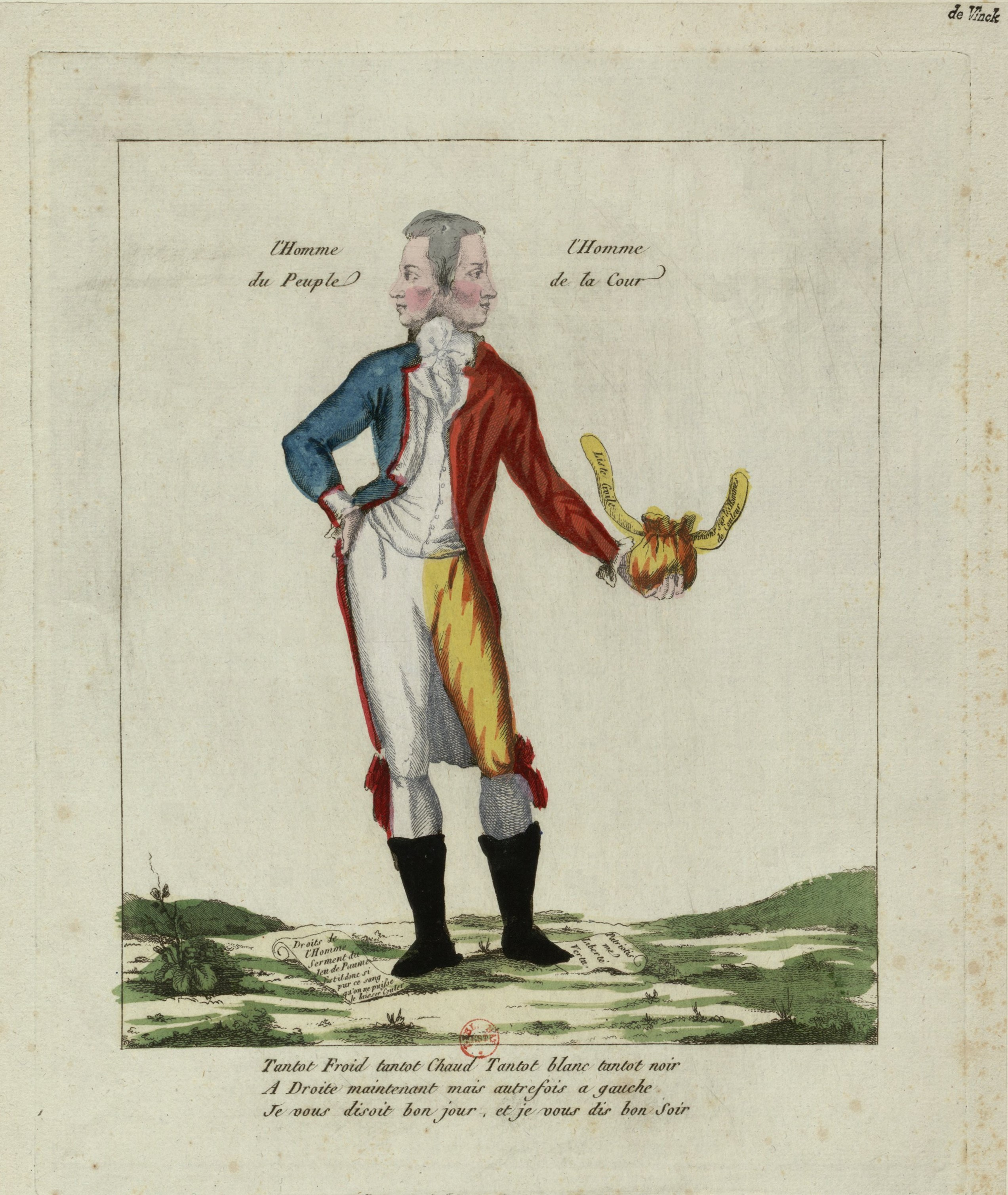
フイヤン派の代表格バルナーヴの変節を風刺したもので、「1789年は民衆の人、1791年は宮廷の人」

フイヤン派（フイヤンは、フランス語: Feuillants, Club des Feuillants）は、フランス革命期における立憲議会・立法議会の党派である。元々は1789年9月から90年末まで議会およびジャコバン・クラブを支配した三頭派として発足し、後にラファイエット派と合流しジャコバン・クラブより分裂した 同クラブの保守派がさらに三頭派と1789年クラブとが合流し結成された政治結社である。
自由主義貴族と上層ブルジョアジーを代表し、1791年憲法の維持と王権擁護をスローガンとした。立法議会では右翼を構成しジロンド派と対決したが、圧倒される。なお「フイヤン」はフイヤン修道院を本部としたことがその由来となった。

## 歴史
フイヤン派は、元々はジャコバン派に属して多数派を形成していたグループで、フランス革命をずっと主導してきたが、ヴァレンヌ事件の対応をめぐって、共和派の台頭したジャコバン・クラブから1791年7月16日に脱退して分裂した。
政治的には立憲君主派であり、人権宣言の精神を遵守するものの、王権の不可侵・神聖を主張する自由主義貴族・右派ブルジョワ層、穏健派の集団であった。主要なメンバーとしてはラファイエット、バルナーヴ、ラメット、シエイエス、バイイらが挙げられる。ラファイエット派や三頭派など、革命初期には対立していたような人々も烏合しているのが特徴。
1791年10月1日に成立した立法議会においては右派勢力で議員264名で構成され、共和政を主張する左派勢力のジャコバン派（ジロンド派を含む）136名と対立した。フイヤン派が中心となって憲法制定国民議会で制定した立憲君主制を政体とする1791年憲法の維持を主張し、革命の沈静化に努めたが、シャン・ド・マルスの虐殺の後遺症ともいうべき不人気に悩まされ、支持が低迷した。
ピルニッツ宣言や亡命貴族の画策により、対外戦争が不可避な状態になると、ジロンド派とともに、ただしジロンド派とは異なる理由で主戦論を展開した。フイヤン派の考えとしては立憲王政の確立を目的としており、初期の勝利をもって政権を確かなものとした後で、軍隊を国境から呼び寄せてパリの共和分子を弾圧するつもりであった。しかしラファイエットやリュクネル元帥が指揮したフランス軍は貴族士官の大量亡命で弱体化しており、連戦連敗して窮地に陥った。ラファイエットと後にはデュムーリエがパリへの進撃を計画し、王室の保護という任務を果たそうと試みるが、ことごとく失敗し、大衆にはフイヤン派は反革命の王党派であると見なされるようになって、完全に革命への影響力を失った。
立法議会では、フイヤン派は1791年12月9日から責任内閣を運営したが、1792年3月10日に外務大臣ド＝レッサール (Claude Antoine de Valdec de Lessart) が告発を受けたことで罷免された。ルイ16世は次にジロンド派に内閣を任すが、これも6月13日に罷免され、再びフイヤン派内閣に戻るが、結局、彼らは政権運営は不可能として7月10日に総辞職した。翌日、議会は「祖国は危機にあり」の宣言を出した。8月10日事件によって王政廃止と共和政の宣言がなされると、それ以後は衰退に向い、フイヤン派議員の多くは逮捕され、何人かはギロチンに、残りは亡命を強いられた。
1795年、総裁政府期になり、反動の結果として右派勢力が復活して、元フイヤン派の議員も亡命先から帰国して復帰するが、フイヤン・クラブはもはや存在しなかったので、以後は彼らをもうフイヤン派とは呼ばず、「立憲君主派」などと呼ぶのが普通。元フイヤン派の議員は帝政期や復古王政でも活躍した。